# Blocs cupulaires de Billième
Les blocs cupulaires de Billième sont un ensemble de sites de pierres à cupules répartis autour du village de Billième, dans le département de la Savoie, en France.

## Description
L'ensemble est composé de six sites : Follioules, Santourin, Lachat, Le Rocher, La Guettaz et La Roche. Les sites de Follioules et de La Roche comptent deux pierres chacun ; les autres en ont une seule.
Ces pierres sont creusées de plusieurs cupules, sortes de pétroglyphes. Ce sont des petites dépressions concaves, de forme circulaire ou ovale, de quelques centimètres de diamètre, creusées par des humains. Leur nombre est variable selon les pierres : il y en a 14 sur un bloc des Follioules (l'autre est gravé de signes cruciformes), 37 à Santourin, 6 à Lachat, 71 à La Guettaz et 22 et 9 à La Roche. Sur la pierre de La Roche, certaines cupules étaient teintées ; elles évoquent un fragment de carte du ciel .

## Localisation
Le site de Follioules se situe dans l'actuelle commune de Jongieux, et les cinq autres sur le territoire de Billième (dont les blocs cupulaires de La Roche).
Les sites prennent place sur un cercle de 1 825 mètres de diamètre (à plus ou moins 25 mètres près), centré sur le village de Billième, entre le bourg et le lieu-dit La Croix des Fourches. Deux se trouvent au nord du village, Follioules et Santourin, et les quatre autres au sud. Le site du Rocher est situé un peu à l'écart du cercle, à environ 150 mètres au sud-ouest de celui de Lachat.

Carte de localisation des différents sites

## Historique
Les blocs ont fait l'objet de fouilles, par Joseph Tournier à La Guettaz en 1923, Anthelme Dubiez à La Guettaz en 1937, Lucien Lagier-Bruno à La Guettaz en 1971 et 1972 et à Santourin en 1974-1979, Bernard Quinet sur tous les sites en 1983, et Françoise Ballet et Philippe Raffaelli sur tous les sites en 1990.

## Datation
Ces blocs dateraient de la fin du Néolithique et du début de l'Âge du bronze. Des datations au carbone 14 faites sur des charbons de bois de deux couches situées à la base de la pierre de Santourin ont donné environ 2917 et 1884 av. J.-C..

## Protection
Les sites ont été classés au titre des monuments historiques en mai 1939 : le 9, La Guettaz, La Roche et Follioules ; le 10, Lachat et Le Rocher ; le 22, Santourin.